# Шиян Дем'ян В'ячеславович
Дем'ян В'ячеславович Шиян (7 листопада 2007, Київ) — український актор театру, кіно, телебачення та дубляжу, співак і музикант.
Навчається в Київський державний музичний ліцей імені Миколи Лисенка.
Лауреат міжнародних та всеукраїнських конкурсів виконавців на духових інструментах (кларнет та фортепіано).

## Талант-шоу
| Рік  | Назва проекту                                | Місце   |
| ---- | -------------------------------------------- | ------- |
| 2015 | "Маленькі гіганти" команда Ігоря Горянського | учасник |
| 2022 | Фіналіст Х Faktorius (Lietuva)               | 3-місце |

## Фільмографія

### Повнометражні фільми
| Рік  | Назва українською                     | Оригінальна назва                     | Роль    |
| ---- | ------------------------------------- | ------------------------------------- | ------- |
| 2019 | Пекельна Хоругва, або Різдво Козацьке | Пекельна Хоругва, або Різдво Козацьке | Чортеня |

### Серіали
| Рік  | Назва українською                  | Оригінальна назва                  | Роль               |
| ---- | ---------------------------------- | ---------------------------------- | ------------------ |
| 2014 | Повернення Мухтара-9               | Возвращение Мухтара-9              | Яша                |
| 2015 | Офіцерські дружини                 | Офицерские жёны                    | Вітя Терехов       |
| 2016 | Забудь і згадай                    | Забудь и вспомни                   | Сергій             |
| 2016 | Одного разу під Полтавою           | Одного разу під Полтавою           | сусідський хлопчик |
| 2017 | Черговий лікар                     | Черговий лікар                     | Сергій             |
| 2017 | Коротке слово «ні»                 | Короткое слово «нет»               | епізод             |
| 2017 | Мій найкращий ворог                | Мой лучший враг                    | Петя Ігнатьєв      |
| 2017 | Відчайдушний домогосподар          | Отчаянный домохозяин               | Антошка Нефьодов   |
| 2017 | Вікно життя-2                      | Окно жизни-2                       | Коля Сергієнко     |
| 2017 | Що робить твоя дружина?            | Что делает твоя жена?              | Денис Трубніков    |
| 2018 | Готель «Галіція»                   | Готель «Галіція»                   | Остап              |
| 2018 | Здамо будиночок біля моря          | Сдаётся дом у моря                 | однокласник Марка  |
| 2018 | Виходьте без дзвінка               | Выходите без звонка                | Валентин           |
| 2018 | Краще за всіх                      | Лучше всех                         | Коля Карташов      |
| 2018 | Папаньки                           | Папаньки                           | Ігор               |
| 2018 | Рідна кров                         | Родная кровь                       | Вітя Рибников      |
| 2018 | Доля обміну не підлягає            | Судьба обмену не подлежит          | Артем в дитинстві  |
| 2019 | Без вагань                         | Без колебаний                      | сусід              |
| 2019 | Дім, який                          | Дом, который                       | Стьопка-Растьопка  |
| 2019 | Не жіноча праця                    | Не женская работа                  | Дімон              |
| 2019 | Не смій мені говорити «Прощавай!»  | Не смей мне говорить «Прощай!»     | Максим             |
| 2019 | Подорожники                        | Подорожники                        | Ваня               |
| 2019 | Слідчий Горчакова                  | Следователь Горчакова              | Слава              |
| 2019 | Пристрасті по Зінаїді              | Страсти по Зинаиде                 | Женя               |
| 2019 | Таємне кохання                     | Тайная любовь                      | Стьопка            |
| 2020 | Папаньки-2                         | Папаньки-2                         | Ігор               |
| 2020 | Дитина з майбутнього               | Дитина з майбутнього               | Олег               |
| 2020 | Тінь зірки                         | Тень звезды                        | епізод             |
| 2020 | Дільничий з ДВРЗ                   | Участковый с ДВРЗ                  | епізод             |
| 2020 | І будуть люди (телесеріал)         | І будуть люди                      | Іван Івасюта       |
| 2020 | Прибулець                          | Прибулець                          | Пашка              |
| 2021 | Таємне кохання. Повернення         | Тайная любовь. Возвращение         | Стьопка            |
| 2021 | Папаньки-3                         | Папаньки-3                         | Ігор               |
| 2021 | Дитячий охоронець                  | Дитячий охоронець                  | Єгор               |
| 2021 | Berenshtein                        | 1944: Hitler's Secret Weapon       | Син                |
| 2021 | Одного разу під Полтавою, 14 сезон | Одного разу під Полтавою, 14 сезон | Павлик             |
| 2021 | Кохання за листуванням             | Любовь по переписке                | Пашка              |
| 2022 | Я працюю на цвинтарі               | I Work at the Cemetery             | голос з/к          |
| 2022 | Пробачити собі                     | Простить себя                      | Альоша             |
| 2022 | Опер за викликом                   | Опер по вызову                     | Щиголь             |
| 2022 | Папаньки-4                         | Папаньки-4                         | Ігор               |
| 2022 | Sassis (Естонія)                   | Sassis (Естонія)                   | Захар              |
| 2023 | Шпиталь                            | Шпиталь                            | Яків               |

## Театральна діяльність
| Рік       | Назва українською                                                              | Оригінальна назва            | Роль                        |
| --------- | ------------------------------------------------------------------------------ | ---------------------------- | --------------------------- |
| 2015      | Національна музична академія імені П'.І. Чайковського дитячий мюзикл           | "Як Івасик у казку потрапив" | Івасик                      |
| 2015-2016 | Національний академічний театр опери і балету ім. Тараса Шевченка              | "Кармен"                     | вуличний хлопчик            |
| 2018-2022 | Київський націольний академічний театр оперети                                 | "Графиня Маріца"             | Тассіло Ердедді в дитинстві |
| 2018-2022 | Київський національний академічний театр оперети                               | "Звуки музики"               | Курт                        |
| 2019-2022 | Київський національний академічний театр оперети                               | "Сімейка Аддамсів"           | Йорш                        |
| 2021-2022 | Київський муніцепальний академічний театр опери та балету для дітей та юнацтва | "School of Rock"             | Лоуренс                     |
| 2023      | «Broadway Kids Studio»                                                         | «FAME JR»                    | Schlomо                     |

## Дубляж
| Рік     | Назва українською                      | Оригінальна назва                                           | Роль            |
| ------- | -------------------------------------- | ----------------------------------------------------------- | --------------- |
| 2016    | «Бембі»                                | Bambi                                                       | Квітка          |
| 2016    | Дивні дива                             | Stranger Things                                             | Майк Вілер      |
| 2017    | Тім Талер, або Проданий сміх           | The Legend of Timm Thaler: or The Boy Who Sold His Laughter | Тім             |
| 2017    | Бебі Бос                               | The Boss Baby                                               |                 |
| 2017-22 | Озарк                                  | Ozark                                                       | Джон            |
| 2018    | Пітер Пен (мультфільм)                 | Peter Pan                                                   | Джон            |
| 2018    | Будинок з годинником у стінах (фільм)  | The House with a Clock in Its Walls                         | Льюїс           |
| 2018    | Перша людина (фільм, 2018)             | First Man                                                   | син             |
| 2018    | Лускунчик і чотири королівства         | The Nutcracker and the Four Realms                          |                 |
| 2019    | Зоряні війни: Атака клонів             | Star Wars: Episode II — Attack of the Clones                | Боба Фет        |
| 2019    | Щиголь (фільм)                         | The Goldfinch                                               | Тео             |
| 2019    | Король Лев (фільм, 2019)               | The Lion King                                               | Сімба           |
| 2019    | Хороші хлопці                          | Good Boys                                                   | Брейді          |
| 2019    | Воно: Частина друга                    | It: Chapter Two                                             | Едді            |
| 2019    | Прокляття Ла Йорони                    | The Curse of La Llorona                                     | Кріс            |
| 2019    | Мій янгол                              | Angel of Mine                                               | Томас           |
| 2019    | Мері Поппінс повертається (фільм)      | Mary Poppins Returns                                        | Джон Бенкс      |
| 2019    | Батьки легкої поведінки                | Drunk Parents                                               | Трістан Донеллі |
| 2019    | Година диявола                         | The Cleansing Hour                                          | Дрю             |
| 2019    | Пригоди Піноккіо                       | Pinocchio                                                   | Піноккіо        |
| 2019    | Анабель-3                              | Annabelle Comes Home                                        | Ентоні          |
| 2019    | Кролик Джоджо                          | Jojo Rabbit                                                 | Йоркі           |
| 2019    | Історія Девіда Коперфілда              | The Personal History of David Copperfield                   | Девід Коперфілд |
| 2020    | Вулиця Далматинців, 101                | 101 Dalmatian Street                                        | Ділан           |
| 2020    | Бейблейд Вибух: Зліт                   | Beyblade Burst Rise                                         | Данте Кор'ю     |
| 2020    | Секрет                                 | The Secret: Dare to Dream                                   | Грег Велс       |
| 2020    | Думай як пес                           | Think Like a Dog                                            | Олівер          |
| 2020    | Війна з дідусем                        | The War with Grandpa                                        | Пітер           |
| 2020    | Пітер Пен і Аліса в країні чудес       | Come Away                                                   | Девід           |
| 2020    | Відьми                                 | The Witches                                                 | Бруно           |
| 2020    | Ми можемо бути героями                 | We Can Be Heroes                                            | Джокер          |
| 2020    | Володар перснів: Хранителі персня      | The Lord of the Rings: The Fellowship of the Ring           | Гаррі           |
| 2020    | Світ Юрського періоду: Крейдовий табір | Jurassic World: Camp Cretaceous                             | Даріус          |
| 2021    | Громові сили                           | Thunder Force                                               | Вейн            |
| 2021    | Щось не так з Роном                    | Ron's Gone Wrong                                            | Барні           |
| 2021    | Космічний джем: Нове покоління         | Space Jam: A New Legacy                                     | Дом             |
| 2021    | Я - Златан (трейлер)                   | I Am Zlatan                                                 | Златан          |
| 2021    | День «Так»                             | Yes Day                                                     | Еван            |
| 2021    | Я працюю на цвинтарі                   | I Work at the Cemetery                                      | дитячий голос   |
| 2021    | Корона (2 сезон, 9 серія)              | The Crown                                                   | Малий Філіп     |
| 2021    | Щенячий патруль у кіно                 | Paw Patrol: The Movie                                       | Райдер          |
| 2021    | Дослідниця Ада Твіст                   | Ada Twist, Scientist                                        | Артур           |
| 2022    | Аватар: Шлях води                      | Avatar: The Way of Water                                    | Лоак            |
| 2022    | Люта нічка                             | Violent Night                                               | Берт            |
| 2022    | Тринадцять життів                      | Thirteen Lives                                              |                 |
| 2022    | Наглядач                               | The Watcher                                                 | Картер          |
| 2022    | Порятунок із тайської печери           | Thai Cave Rescue                                            | Дом             |
| 2022    | Найманець                              | The Contractor                                              | Дрейкобс        |
| 2022    | Телефон містера Герріґена              | Mr. Harrigan's Phone                                        | Крейг           |
| 2023    | Шазам! Лють Богів                      | Shazam! Fury of the Gods                                    | Фрімен          |
| 2023    | Евакуація 2                            | Extraction 2                                                | Сандро          |
| 2023    | One Piece                              | One Piece                                                   | Луффі           |

## Музична діяльність
| Рік  | Назва конкурсу                                                                                     | Винагорода                                          | інструмент                                                                         |
| ---- | -------------------------------------------------------------------------------------------------- | --------------------------------------------------- | ---------------------------------------------------------------------------------- |
| 2012 | Звітний концерт в музичній школі № 23                                                              |                                                     | сопілка                                                                            |
| 2012 | Сольний концерт з 8-ми п'єс                                                                        |                                                     | сопілка                                                                            |
| 2013 | "Апельсинове літо" Шостий міжнародний інтернет-фестиваль дитячої творчості                         | Лауреат та наймолодший учасник                      | сопілка                                                                            |
| 2014 | "Ямаха запрошує" Всеукраїнський музичний конкурс                                                   | Лауреат II Премії,                                  | блок-флейта                                                                        |
| 2014 | «Con Amore Festum»                                                                                 | ІІІ місце                                           | блок-флейта                                                                        |
| 2014 | «Різдвяні мініатюри» Всеукраїнський Мистецький конкурс-фестиваль «                                 | І місце                                             | блок-флейта                                                                        |
| 2014 | «I.C.M.U.» Інтернаціональний Український музичний конкурс                                          | Лауреат І ступеня                                   | блок-флейта                                                                        |
| 2014 | "Південний Експрес" Міжнародний конкурс-фестиваль                                                  | ІІ місце                                            | академічний вокал                                                                  |
| 2015 | «Покори сцену" Міжнародний фестиваль-конкурс мистецтв                                              | Лауреата І премії                                   | блок-флейта                                                                        |
| 2015 | «Обрії класики" Всеукраїнський відкритий конкурс класичної музики                                  | І місце                                             | блок-флейта                                                                        |
| 2015 | Всеукраїнський конкурс виконавців на духових та ударних інструментах пам'яті Миколи Тимохи         | І місце                                             | блок-флейта                                                                        |
| 2016 | «Обрії класики» Всеукраїнський відкритий конкурс класичної музики                                  | І місце                                             | кларнет                                                                            |
| 2016 | "Класичний меридіан" ХІІ Всеукраїнський конкурс                                                    | І місце                                             | кларнет                                                                            |
| 2016 | Сьомий Міжнародний конкурс молодих виконавців на дерев'яних духових інструментах імені Дмитра Біди | Відзнака, як наймолодшому учаснику конкурсу         | кларнет                                                                            |
| 2016 | «Vin Venti» Відкритий конкурс духової музики                                                       | І місце                                             | кларнет                                                                            |
| 2016 | «The 21 Century Art» Міжнародний конкурс                                                           | ІІ місце                                            | кларнет                                                                            |
| 2016 | «Сонячні кларнети» Міжнародний фестиваль інструментальної музики                                   | Диплом за виконавську майстерність і професіоналізм | кларнет                                                                            |
| 2016 | "Джерело надій" ХХХ-му Ювілейному Всеукраїнському фестивалю-конкурсу мистецтв                      | І премія                                            | естрадний вокал                                                                    |
| 2017 | «Голос країни» Всеукраїнська музична олімпіаді                                                     | Лауреат І ступеня                                   | кларнет                                                                            |
| 2017 | Vin Venti» І Міжнародний конкурс духової музики                                                    | ІІ місце                                            | кларнет                                                                            |
| 2017 | V Міжнародний інструментальний конкурс Євгена Станковича                                           | ІІІ премія                                          | кларнет                                                                            |
| 2017 | «Обрії класики» Всеукраїнський відкритий конкурс класичної музики                                  | І місце                                             | кларнет                                                                            |
| 2017 | «Сурми Буковини» Сьомий Міжнародній конкурс юних виконавців на духових та ударних інструментах     | І ступеня                                           | кларнет                                                                            |
| 2017 | «Подільський Водограй» VI Міжнародний конкурс молодих виконавців                                   | Лауреат І ступеня                                   | кларнет                                                                            |
| 2018 | ІІІ Всеукраїнський конкурс камерних ансамблів ім. Василя Повзуна                                   | Диплом Надія України                                | кларнет                                                                            |
| 2020 | «Україна єднає світ" Дистанційний Міжнародний фестиваль-конкурс                                    | Супер гран-прі                                      | інструментальний-вокальний-розмовний жанри                                         |
| 2021 | International Music, Dance and Fine Art Competition ALPIN TRIGLAV(Slovenia)                        | 1st Prize                                           | clarinet                                                                           |
| 2021 | "12th World Open Music Competition"(Serbia)                                                        | Laureate of the 1st prize                           | clarinet                                                                           |
| 2021 | International Music, Dance and Fine Art Competition ALPIN TRIGLAV (Slovenia)                       | 2nd Prize                                           | piano                                                                              |
| 2021 | "12th World Open Music Competition"(Serbia)                                                        | 2nd Prize                                           | piano                                                                              |
| 2022 | Kauno Dainų ir Šokių Švente 2022р                                                                  | Švente - Фестиваль                                  | сольне виконання в супроводі багатотисячного хору пісні "Ой у лузі червона калина" |
| 2022 | Wind Play 2022 (Kauno, Lietuva)                                                                    | I vieta                                             | clarinet                                                                           |
| 2023 | IX International Vacal Contest Music Talent League» (Lietuva)                                      | Grand Prix Lietuviška daina nominee                 | академічний вокал                                                                  |
| 2023 | «United Kids Festival» (Bulgaria)                                                                  | 3 місце                                             | естрадний вокал                                                                    |

## діяльність
2023 рік: Авторський поетичний курс Віталія Ажнова 